# Highland Saga
Highland Saga (Untertitel: Scottish Music Show) ist eine deutsch-britische Multimedia-Show und der Name der begleitenden Showband. Die Musikshow beschreibt den Weg eines aufstrebenden jungen Mannes zu den berühmten Scots Guards und enthält britische und schottische Folk-Elemente, aber auch Showmusik-Standards wie Amazing Grace. Die Highland Saga ging erstmals 2022 auf Tour.

## Konzept
Die Multimedia-Show spielt im Schottland der 1930er Jahre. Der junge Dougie Cunningham wächst in den schottischen Highlands auf. Von seinem Großvater erhält er einen Dudelsack und beschließt in dessen Fußstapfen zu treten. Als junger Mann verliebt er sich in die schöne Caitlin. Diese Liebe endet jedoch unglücklich, da die Familie von Caitlin nach Kanada auswandert. Er schließt sich den Scots Guards an und muss im Zweiten Weltkrieg kämpfen.
Musikalisch wird sowohl britischer als auch schottischer Folk gespielt, wobei insbesondere der Dudelsack als Instrument im Vordergrund steht. Zum musikalischen Programm gehören sowohl bekannte Folk-Stücke, wie Auld Lang Syne, The Jacobite Train und The Bonnie Banks o´ Loch Lomond, als auch Eigenkompositionen sowie populäre Songs wie Amazing Grace. Die Show spielt an verschiedenen Orten der schottischen Geschichte, die sich im Bühnenbild wiederfinden, so unter anderem am Loch Lomond, Dunure Castle, dem Glenfinnan-Viadukt, Glen Coe, dem Grab von Robert Roy MacGregor sowie den Falls of Falloch.

## Kreativ-Team
Die Macher hinter der Show sind internationale Musiker und Produzenten. Die eigentliche Idee stammt von Produzent und Eventmanager Ulrich Lautenschläger, der bereits mit Pipers of the World eine ähnliche Show in Zusammenarbeit mit Pipe Major Ronald A. Bromehad produzierte. Craig Hallat, Colonel und Commanding Officer der Royal Military School of Music komponierte das Stück Balmoral Farewell und dient als musikalischer Berater. Alasdair Hutton, der dem Royal Edinburgh Military Tattoo angehört und als Sprecher unter anderem für die BBC arbeitete, ist der Erzähler der Show. Arrangeure sind Keyboarder Corvin Bahn (unter anderem für Santiano tätig und Begleitmusiker von Uli Jon Roth, Saxon und Gamma Ray) und Gitarrist Ian Melrose (Clannad).

## Erfolg
Die Show veröffentlichte 2022 und 2023 zwei Alben, die beide die Top 40 der deutschen Albumcharts erreichten.

## Diskografie
| Jahr | Titel Musiklabel                                       | Höchstplatzierung, Gesamtwochen, AuszeichnungChartsChartplatzierungen (Jahr, Titel, Musiklabel, Platzierungen, Wochen, Auszeichnungen, Anmerkungen) | Anmerkungen                          |
| Jahr | Titel Musiklabel                                       | DE | Anmerkungen                          |
| ---- | ------------------------------------------------------ | --- | ------------------------------------ |
| 2022 | Highland Saga – Das Album zur Show Seven.One Starwatch | DE35 (1 Wo.)DE | Erstveröffentlichung: 22. April 2022 |
| 2023 | Highland Saga – Scotland My Love! Seven.One Starwatch  | DE31 (2 Wo.)DE | Erstveröffentlichung: 24. März 2023  |